# ジェイ・アールバスカード
ジェイ・アールバスカードは、かつてジェイ・アール北海道バスが発行していた磁気式乗車カード。券面のカード名表記は「JRバスカード」、社名表記は「JR北海道バス」となっていた。1994年（平成6年）10月14日に導入された。
券面に書かれた「JR北海道バス」の「JR」はJR北海道と同じロゴ（JとRが一体化した萌黄色のマーク）で、バスの写真やイラストに加え、JR北海道のキャラクター「モジャくん」が描かれていた。
札幌圏共通IC乗車カード「SAPICA」導入に伴い、段階的に利用範囲を縮小された上で廃止された。

## 歴史

### 札幌圏へのICカード導入
ジェイ・アール北海道バスでは、2013年6月22日よりIC乗車カード「SAPICA」を札幌圏各線で導入した（Kitaca・Suicaをはじめとする相互利用対象ICカード10種類も利用可能）。
それに伴い、札幌圏におけるジェイ・アールバスカード（一般・とくとく）の取り扱いについて、2014年9月30日を以って発売終了、2015年3月31日を以って使用終了とすると発表された。このため、札幌地区での使用終了翌日より5年間、同地区のジェイ・アールバス各営業所・バスチケットセンターの窓口にて無手数料で払戻しを実施している（ただし札樽間高速バス共通カードの払い戻しは中央バスでのみの実施）。

### バスカード取扱エリア縮小
札幌圏での利用が不可能となった2015年4月1日以降は、ICカード「SAPICA」の導入予定がなかった日勝線のみで一般カードのみ引き続き利用可能となった（同地域の都市間バスでは利用不可）。
それ以前においても、以下の路線では利用が不可能となっていた。
- 高速おたる号を除く都市間バス
- 深名線
- ecoバス恵庭循環線
- 共同運行路線での他社運行便[4]
- 臨時バス・期間限定バスの一部
- 高速おたる号、日勝線ではとくとくバスカードのみ利用不可で、通常のカードは利用可能であった。

### 日勝線での利用終了
2015年以降も引き続き利用が可能であった日勝線でも、2021年2月28日をもってバスカードの発売を終了し、同年3月31日をもって利用を終了した。同年3月1日からは、日勝線バス車内で代替となる回数券の発売が開始されたが、2022年6月1日より日勝線でもSAPICAの利用が開始された。
同社公式サイトには、2021年3月時点で日勝線でのバスカード利用についての記載がなくなっている。

## 販売額・利用可能額
一般カードと、利用時間に制限があるがプレミア金額が高い「とくとくバスカード」があった。
一般カード
- 1,000円カード - 1,100円分利用可能
- 2,000円カード - 2,200円分利用可能
- 3,000円カード - 3,300円分利用可能
- 5,000円カード - 5,500円分利用可能
- 10,000円カード - 11,500円分利用可能

とくとくバスカード
降車時刻が10時～16時の場合に限り有効。時刻表上では有効降車時刻であっても、遅れ等により有効時刻外となった場合は利用できなかった。
- 2,000円カード - 2,500円分利用可能（2014年9月30日をもって販売を終了）
- 10,000円カード - 13,000円分利用可能（2013年11月30日をもって販売を終了）

## 利用方法
札幌圏
- 乗車時に整理券を取る。降車時に整理券を運賃箱に入れた後でカードリーダーに通す。
  - 整理券を運賃箱に入れると、整理券に記されたバーコードを読み取り運賃を判別する。

日勝線
- 乗車時と降車時にカードリーダーに通す。
  - 乗車時に整理券情報が記録されるため、整理券は不要。

## 販売箇所
バス車内および沿線でカードを販売していた。

### 2021年2月まで
- 日勝線バス車内[8]
- 様似営業所[8]
- 様似駅[8]

### それ以前
- 札幌駅バスターミナル・新札幌バスターミナル（トラベルセンター、自動販売機）
- 北海道旅客鉄道（JR北海道）駅窓口

- 小樽駅
- 星置駅
- 手稲駅
- 発寒駅
- 発寒中央駅
- 琴似駅
- 桑園駅

- 苗穂駅
- 白石駅
- 野幌駅
- 江別駅
- 大麻駅
- 新札幌駅

- 北広島駅
- 島松駅
- 恵み野駅
- 恵庭駅
- 浦河駅

## 札幌圏の共通利用カード
- 共通ウィズユーカード - 札幌市内域にて地下鉄、市電、北海道中央バス、じょうてつも利用できた乗車カード（取扱終了）
- 札樽間高速バス共通カード - 高速おたる号で利用できた乗車カード。北海道中央バス運行便も利用できた（取扱終了）。